# I Got It from My Mama
"I Got It from My Mama" (em português:  Eu Puxei Da Minha Mãe), também conhecida como "I Got It from My Mama (Genetics)", é uma canção pop rap escrita pelo cantor, rapper e produtor norte-americano will.i.am. Ela foi co-produzida e co-composta por J.L. Drion e D. Regiacorte para o terceiro álbum solo de will.i.am, Songs About Girls (2007). Foi lançado como sendo o primeiro single do álbum. A voz feminina da canção é de Katerina Graham.

## Videoclipe
O videoclipe oficial de "I Got It from My Mama" foi anunciado no site oficial do Black Eyed Peas em 26 de Julho de 2007, juntamente com um preview dele, mostrando que ele havia sido gravado em uma das praias no Brasil. O videoclipe foi lançado em 2 de Agosto de 2007
Por razões técnicas, Katerina  não foi incluída no videoclipe, algo semelhante ao ocorrido no videoclipe de "Where Is The Love", no qual Justin Timberlake não aparece, apesar de fazer participação na canção e na composição da letra.

## Faixas e versões
| CD Single promocional 1. "I Got It from My Mama" (Versão do Álbum) - 4:29 2. "I Got It from My Mama" (Edição de Rádio) 3. "I Got It from My Mama" (Instrumental) - 4:29 | CD Single 1. "I Got It from My Mama" (Edição de Rádio) 2. "I Got It from My Mama (Remix)" (participação de Busta Rhymes) |

## Posições
| Top (2007)                         | Melhor posição |
| ---------------------------------- | -------------- |
| Finlândia - Top 20 Singles         | 6              |
| Japão - Tokyo Hot 100 Singles      | 10             |
| Itália                             | 14             |
| Suécia - Top 60 Singles            | 18             |
| Austrália - Top 50 Singles         | 15             |
| Turquia                            | 19             |
| Bulgária - Top 40 Singles          | 23             |
| Países Baixos - Top 40 Singles     | 26             |
| Chéquia                            | 29             |
| Canadá - Hot 100 Singles           | 18             |
| Estados Unidos - Billboard Hot 100 | 31             |
| Reino Unido                        | 38             |
| Alemanha                           | 33             |
| Portugal - Top 50 Singles          | 43             |
| Polónia                            | 53             |